# Битка при Девина
Битката при Девина (Диавена) е военен сблъсък между българи и византийци, състоял се на 17 юли 1279 (или 1280) близо до крепостта Девина и Котленския проход. В него войските на Ивайло нанасят поражение византийската армия, изпратена в подкрепа на цар Иван Асен III.

## Причини
През 1277 г. в Североизточна България избухва народно въстание начело с Ивайло срещу цар Константин Асен и татарските нашественици. Византийският император Михаил VIII Палеолог решава да се възползва от междуособиците в България. Той изпраща войски, които да наложат неговия зет и съюзник Иван Асен на българския престол. През 1279 г. византийците успяват да завземат голяма част от България между Видин и Червен. Ивайло е обсаден в Дръстър, а търновските първенци допускат Иван Асен в столицата Търново и го признават за цар.

## Битката
Още през същата (или през следващата) година Ивайло успява да се измъкне от обкръжението в Дръстър и настъпва към Търново с войските си. За да помогне на своя поставеник, Михаил Палеолог изпраща в България 10-хилядна войска начело с протовестиария Мурин. Научил за приближаването на византийците, Ивайло се отказва да напада Търново. На 17 юли 1279 (или 1280) Ивайло напада Мурин в теснините около Котленския проход и го разгромява напълно. Част от византийците загиват в самата битка. Останалите са пленени и впоследствие избити по заповед на Ивайло.

## Последици
Веднага след поражението при Девина Михаил Палеолог изпраща още една войска в помощ на Иван Асен III, но и тя е разгромена от Ивайло, преди да успее да прекоси Стара планина. Останал без подкрепа в България, Иван Асен бяга от Търново в Константинопол. Междуособиците в България завършват с поражение на Ивайло и победа на Георги Тертер.